# San Martin (Kalifornia)
San Martin statisztikai település az USA Kalifornia államában, Santa Clara megyében. Lakosainak száma 7008 fő (2020. április 1.).

## Népesség
A település népességének változása:

| 2010 | 7 027 |
| 2020 | 7 008 |